# Джузеппе Гарібальді
Джузе́ппе Гаріба́льді (вимоваⓘ італ. Giuseppe Garibaldi; 4 липня 1807, Ніцца — 2 червня 1882, острів Капрера) — національний герой Італії, полководець, один із вождів Рісорджименто, парламентарій, письменник.

## Молодість
Генуезець за походженням, син моряка, Гарібальді народився в Ніцці 4 липня 1807 року. Юнаком служив моряком на торгових кораблях в Середземному і Чорному морях.
У квітні 1833 року, шхуна Гарібальді «Клоринда» зайшла в Таганрог, де він познайомився з політичним емігрантом Джовані Баттиста Кунео і вступив у таємне товариство «Молода Італія», яке ставило своїми завданнями визволення Італії від австрійського загарбання, об'єднання країни і встановлення республіканського правління.
Брав участь у змові 1834 року, яка завершилася невдалим вторгненням Джузеппе Мадзіні в Савою, і був змушений втекти до Франції.
Засуджений на батьківщині до смертної кари, довгі роки вів мандрівне життя, перебував на службі туніського бея, в 1846 році запропонував свої послуги південноамериканським республікам Ріо-Гранде-ду-Сул і Уругваю і, сам спорядивши декілька кораблів, будучи начальником каперів наводив жах на Бразилію.

## Революція 1848 і її розгром
У 1848 році, коли у Верхній Італії вибухнуло повстання проти австрійців, Гарібальді поспішив на батьківщину з 54 бойовими побратимами висадився в Ніцці; але перший щасливий період верхньоіталійської війни вже минув. Пропозиція Гарібальді королю Карлу Альберту воювати під знаменами Сардинського королівства була відкинута, а міланський комітет занадто пізно доручив йому організувати корпус добровольців.
Маючи корпус чисельністю лише півтори тисячі осіб, Гарібальді після запеклої боротьби змушений був поступитися чисельно переважаючим австрійцям і перейшов на швейцарську територію. Ця відчайдушна наполегливість під час загального занепаду духу зробила його ім'я надзвичайно популярним у всій Італії.
Сицилійці запропонували йому стати ватажком у їхній боротьбі проти неаполітанського короля Фердинанда II, але Гарібальді тоді вже був в Римі, куди привів (21 грудня) декілька сотень своїх прибічників на допомогу тимчасовому уряду. Вибраний в римський парламент, він на першому ж засіданні, 5 лютого 1849 року, вніс пропозицію про проголошення республіки.
Після успішних операцій проти неаполітанців біля Палестрини і Веллетрі (15 травня) він відіграв видатну роль у блискучому опорі французькому генералу Удіно, який атакував Рим 30 квітня. Удіно змушений був вдатися до тривалої облоги Риму і, отримавши значне підкріплення, взяв його штурмом 3 липня. Гарібальді повів свої війська (1 550 осіб) на північ, щоб продовжувати боротьбу з австрійцями, які заволоділи Болоньєю, і дістатися, якщо можливо, до Венеції, яка все ще тримала опір проти австрійців.
Відтиснутий до східного берега і оточений ворогом, він був змушений шукати порятунку на морі. Незабаром Гарібальді знову висадився на сушу і був змушений рятуватися від переслідувань у горах та лісах; під час цих поневірянь померла мати його дітей, яка всюди супроводжувала його.
Зобов'язаний своїм порятунком відданості італійських патріотів, він втік до П'ємонту, але тут його примусили емігрувати до Північної Америки. У Нью-Йорку Гарібальді спочатку працював на миловарному заводі, потім отримав місце капітана корабля і здійснював рейси в Тихому океані. У 1854 році він повернувся до Європи і незабаром оселився на скелястому острівці Капрера поблизу Сардинії, частину якого він придбав. Тут він зайнявся сільським господарством.

## Подальша діяльність
У 1859–1860 роках, під час другої війни за незалежність, у результаті якої відбулося об'єднання Сардинського королівства з Ломбардією, Тосканою, Романьєю, Пармою та Моденою, у яких пройшло всенародне голосування, відбулась висадка Гарібальді в Сицилії, у результаті чого здійснилось об'єднання Королівства Обох Сицилій із Сардинією в одну державу — Італію.
Останню спробу звільнити Рим Гарібальді зробив у 1867 році. Він залишив острів Капреру і переїздив з міста у місто. Пізніше цю свою подорож Італією він назвав «хрестовим походом». Його поїздка, що почалася в лютому, збіглася з виборчою кампанією для відновлення складу парламенту. Виступаючи як один з кандидатів, він заявив про свою ненависть до папи і про необхідність звільнити Рим. Усюди його вітав народ: у Флоренції, у Болоньї, у Феррарі. Саме в ці, заповнені публічними виступами місяці, остаточно сформувалося політичне кредо національного героя Італії. Трохи пізніше він взяв участь у Міжнародному конгресі миру в Женеві, де його спочатку зустріли із захопленням, але потім різкість його антикатолицьких висловлень викликала протест, що змусив Гарібальді виїхати. Повернувшись до Італії, він опублікував у газетах два звернення із закликами йти на Рим, що послужило приводом для арешту. Під конвоєм його відправили на острів Капреру, але він утік і пішов походом на Рим на чолі 7 тисяч добровольців. Однак населення Папської держави залишилося пасивним і не зробило жодної спроби допомогти гарібальдійцям. У результаті бою з об'єднаними силами французьких і папських військ втекла частина волонтерів, у цій втечі Гарібальді згодом звинуватив Джузеппе Мадзіні та його прихильників. Загін гарібальдійців був остаточно розбитий при Ментані. Третя спроба Гарібальді приєднати Рим до Італії провалилася.
Остаточне об'єднання італійських земель відбулося в 1870 році. У зв'язку з початком франко-прусської війни французи залишили територію Папської держави. Італійські війська відразу ж увійшли в Рим, світська влада папи була скинута, а його землі приєднані до Італійського королівства. Гарібальді був відсторонений від участі в цьому завершальному етапі об'єднання Італії: монархії він уже був не потрібний. Більше того, влада навіть блокувала острів Капрера італійським флотом, перешкоджаючи відплиттю з нього Гарібальді.

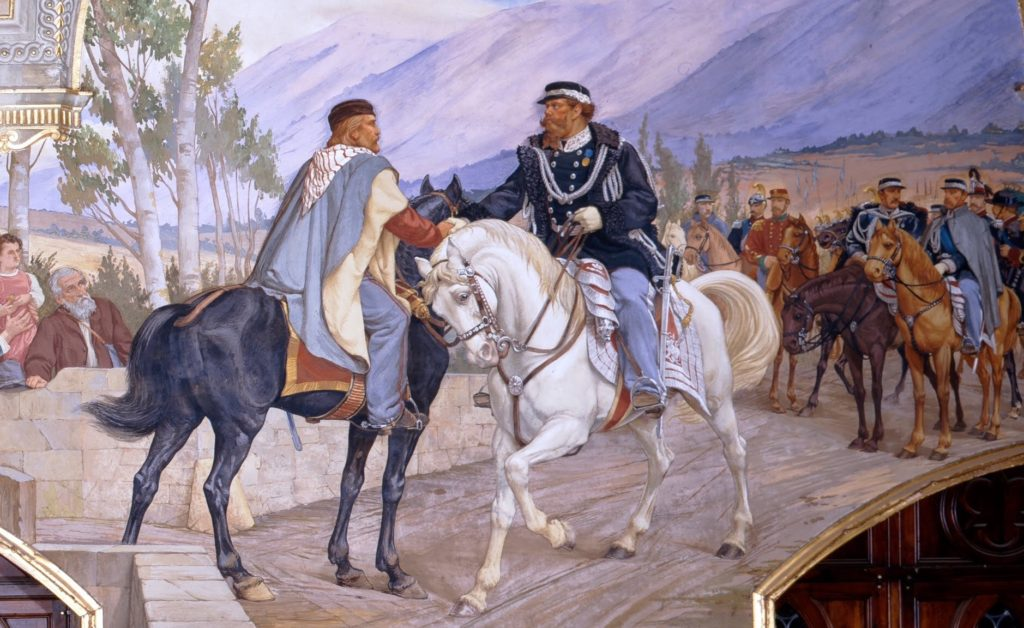
Зустріч Гарібальді та Віктора Еммануїла II на мосту Теано 26 жовтня 1860 р.

Попри таке ставлення до нього в Італії, слава Гарібальді жила в суспільній думці Європи. Він став символом, легендою, його вважали великим полководцем, здатним виграти найбезнадійніший бій. Тому, коли у Франції після падіння імперії республіканці вирішили активізувати діяльність «Союзу національної оборони» і в такий спосіб змінити характер війни, вони звернулися до героя, рятівника — Гарібальді. І він, відгукнувшись, у 1870 році взяв участь у франко-прусській війні на стороні французів і командував Вогезькою армією, що, незважаючи на слабкість сил і нерішучість верховного командування, якийсь час чинила опір прусській армії. Після поразки Франції і підписання мирного договору німецький канцлер Отто фон Бісмарк зажадав провести вибори в країні; обрана в такий спосіб палата повинна була на засіданні в Бордо прийняти умови миру. Навіть не будучи кандидатом, Гарібальді був обраний у багатьох департаментах, але відмовився від депутатського мандата і повернувся на Капреру. 
18 березня 1871 року повстав Париж, утворивши Комуну, якій на деякий час удалося захопити владу в місті. Центральний комітет Паризької Комуни в передбаченні збройного конфлікту з версальськими військами 24 березня викликав на допомогу Гарібальді, якого одностайно обрали генералом-аншефом їхньої невеликої армії. Проте, хоч Гарібальді завжди миттєво відгукувався на заклик боротися, до комунарів він не приєднався. У листі-відповіді з Капрери, датованому 28 березня, він пояснив, що приїхати в Париж і взяти на себе командування йому не дозволяє здоров'я. Справді, стан здоров'я Гарібальді після боїв, перенесених ним узимку у Франції, погіршився. Він співчував комунарам, але це не заважало йому бачити, що вони перебувають в меншості, що їхнє повстання веде до громадянської війни. У 1870 році він відгукнувся на заклик французького уряду і був готовий боротися з французами проти пруссаків, але не з французами проти французів. «Революційність» Гарібальді не виходила за ці межі. Він вважав національні проблеми винятково важливими. Так, він написав своєму сину Ріккотті, який залишився у Франції:
|  | Стеж уважно за розвитком комуни. Якщо ти побачиш, що він може привести до поновлення воєнних дій проти пруссаків, я дозволяю тобі взяти участь. І запам'ятай, як тільки я довідаюся на Капрері, що ти приєднався до комунарів, я негайно приїду, щоб бути разом із тобою. Але якщо цей рух виллється тільки в боротьбу французів із французами - не втручайся. |

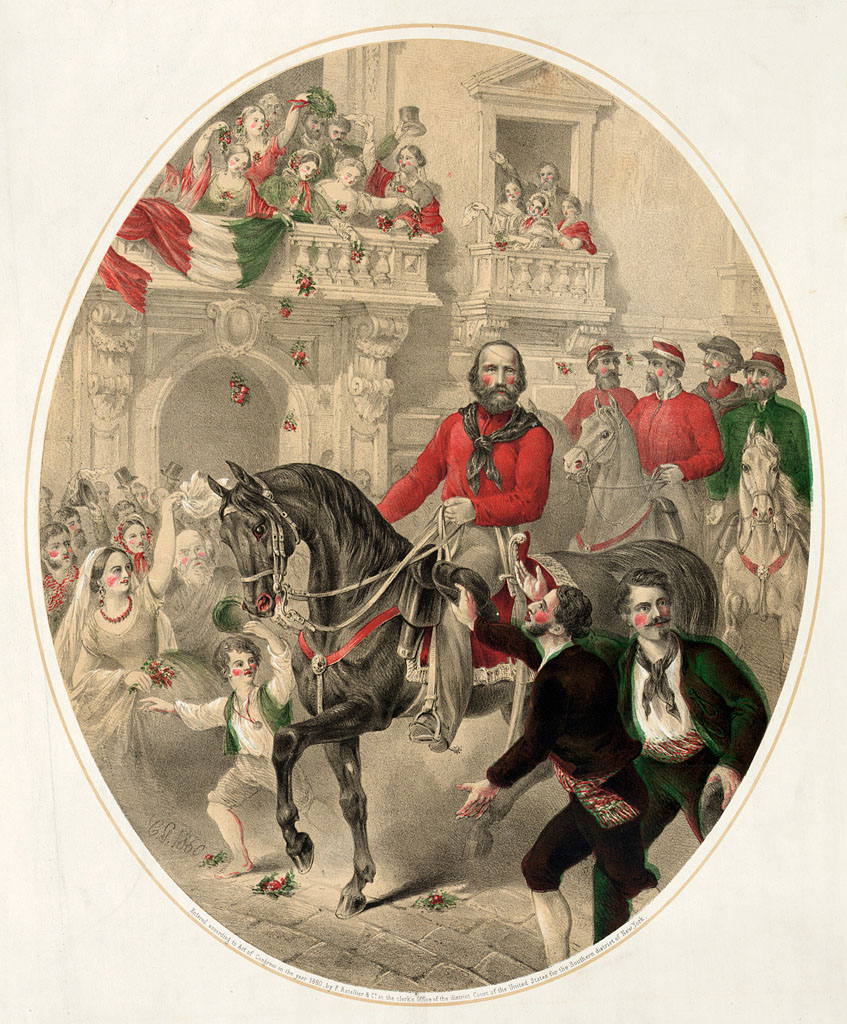
Люди підбадьорюють, коли Гарібальді в’їжджає верхи в Неаполь, 7 вересня 1860 року

До Комуни Гарібальді не приєднався, а залишився на своєму острові. Він слідкував за всіма подіями, відповідав на численні листи, але цілком захопився сільськогосподарськими роботами. У той час він створив ряд проектів господарських удосконалень, що пропонували колонізацію нових земель, роботи з меліорації римської рівнини й осушення боліт. Він не був відсторонений від активної політичної діяльності: починаючи з 1874 року його обирали депутатом майже всіх законодавчих палат, але він сам не хотів брати участі в їхніх засіданнях, заявляючи, що в парламенті виглядатиме «екзотичною рослиною». 
Останні роки життя він прожив у маєтку на острові Капрера, підтримуючи активне листування з безліччю кореспондентів. За цей час Гарібальді склав свій політичний заповіт, написав остаточну редакцію «Мемуарів», створив роман «Тисяча», що розповідає про його знамениту експедицію. Його перу належать ще кілька художніх творів: «Клеліа, чи Уряд священиків»; «Доброволець Кантоні» (1870 рік). Страждаючи від болісного артриту, гарячки, ревматизму й інших хвороб, пересуваючись з великими труднощами, прославлений герой намагався літературною працею заробити на життя собі і своїй родині. Людина горда і незалежна від народження, лише за кілька років до кончини він з болем у серці погодився нарешті прийняти давно запропоновану йому одноразову грошову допомогу і щорічну пенсію від італійського уряду. Незадовго до смерті, тяжкохворий, не маючи можливості пересуватися без сторонньої допомоги, він здійснив тріумфальну поїздку на Сицилію, яка ще раз продемонструвала його величезну популярність серед простих людей Італії. Помер Гарібальді 2 червня 1882 року, його поховали на острові Капрера. На його смертному одрі лежали дві книги, які він тримав у руках перед останнім подихом: томик з виданням поеми Фосколо «Гробниці» і альбом з портретами 1117 героїв сицилійського походу.

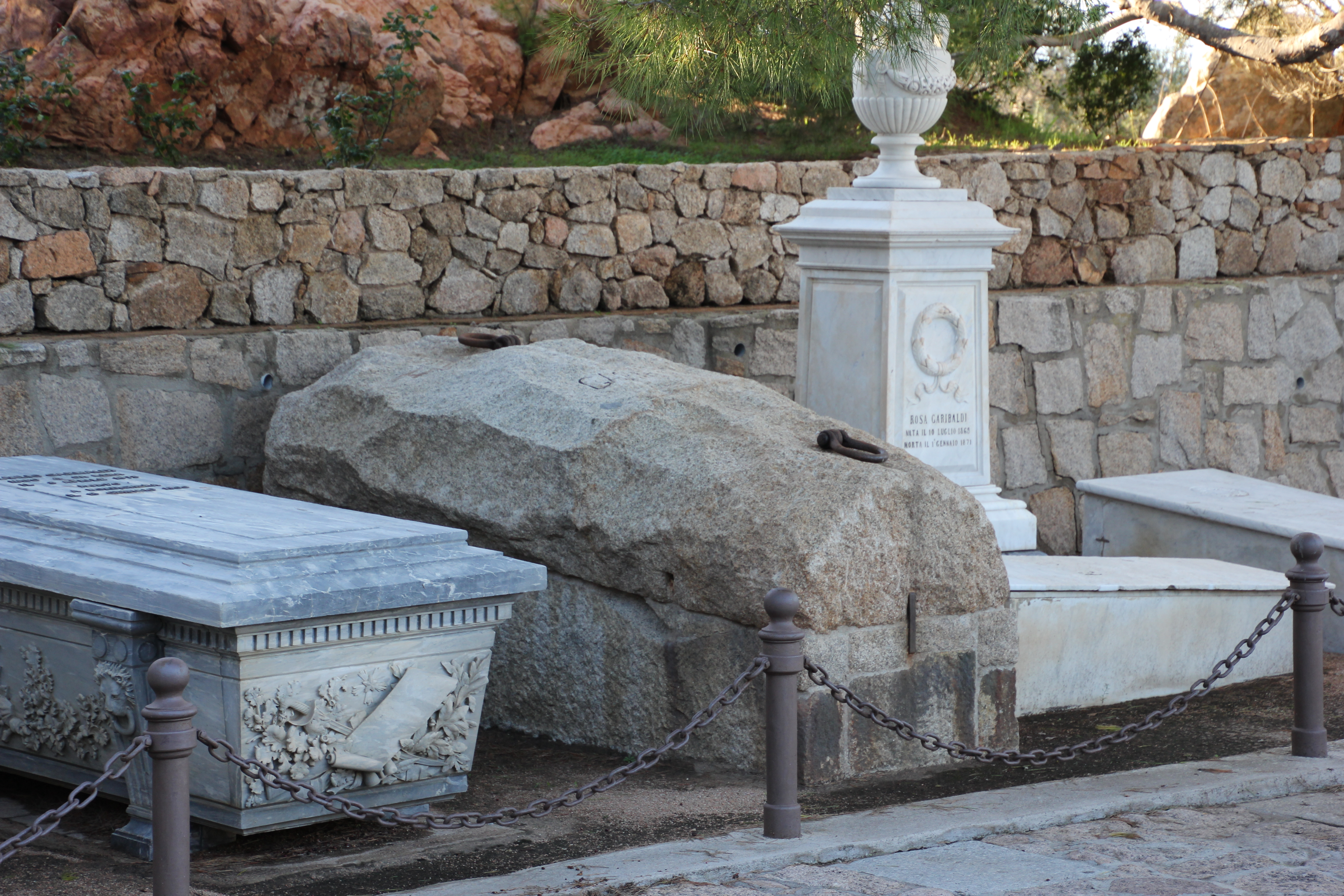
Гробниця Гарібальді на о. Капрера

Весь життєвий шлях Гарібальді можна поділити на два неоднакові за своєю тривалістю періоди. Гранню між ними може служити найважливіша подія для всього італійського народу і для європейської історії — остаточне об'єднання Італії, що було метою життя Гарібальді. Про це свідчить безліч його ранніх висловлень. Боротьбі за звільнення своєї батьківщини від влади тиранів, під якими малися на увазі австрійський, а після 1849 року і французький уряд, а також папство, — він присвятив усе своє життя. Слід зазначити, що саме цій «святій меті» — об'єднанню Італії — так чи інакше улягали усі вчинки Гарібальді. У спогадах він писав: «Я звик підкоряти будь-які свої принципи меті об'єднання Італії, яким би шляхом це не відбувалося». Звідси випливає, що на підставі того, що Гарібальді діяв у союзі з тими чи іншими силами (з мадзиністами чи з монархією на чолі з Віктором Еммануїлом II), не можна говорити про його приналежність до цих різних течій італійського Рісорджименто. І навіть більше, не можна стверджувати, нібито він коли-небудь, цілком поділяв революційно-демократичні чи монархічні погляди. Попри те, що Гарібальді не писав теоретичних статей і рідко виступав у парламенті, все-таки можна говорити про наявність у нього власної політичної демократичної і патріотичної програми. 

## Переконання Гарібальді
Джузеппе Гарібальді присвятив життя «боротьбі за Італію об'єднану і вільну від деспотизму». Боротьба італійців за волю повинна була, на думку Гарібальді, вестися силами всього народу, тобто всієї нації, і він не раз говорив про неї як про боротьбу, в якій замовкають приватна ненависть і розбрати, і «всі класи громадян подають один одному руки… щоб захищати спільний дім — свою батьківщину».
Він був прихильником об'єднання не тільки народу всередині країни, але також дружби між різними націями, про що не раз говорив у листах і спогадах, і що довів своїм прикладом, борючись за республіки Уругвай і Ріу-Гранде в Південній Америці, а також беручи участь у франко-прусській війні на боці республіканської Франції. Через усе життя Гарібальді проніс віру в братерство народів і право на національне самовизначення, ідеї, що отримали значне поширення в другій половині XIX століття.

## Пам'ятники Гарібальді

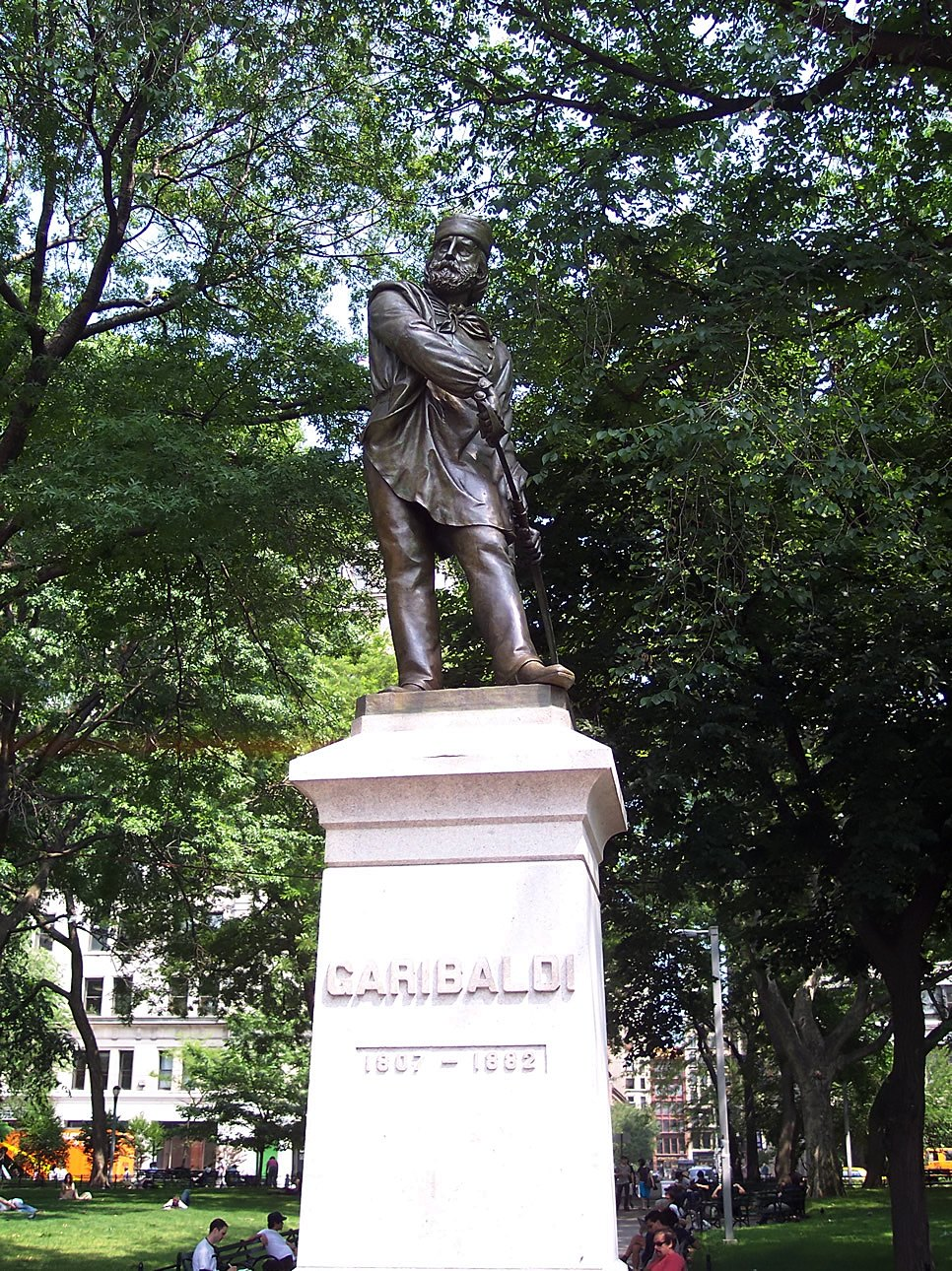
Пам'ятник Гарібальді у Нью-Йорку (США).
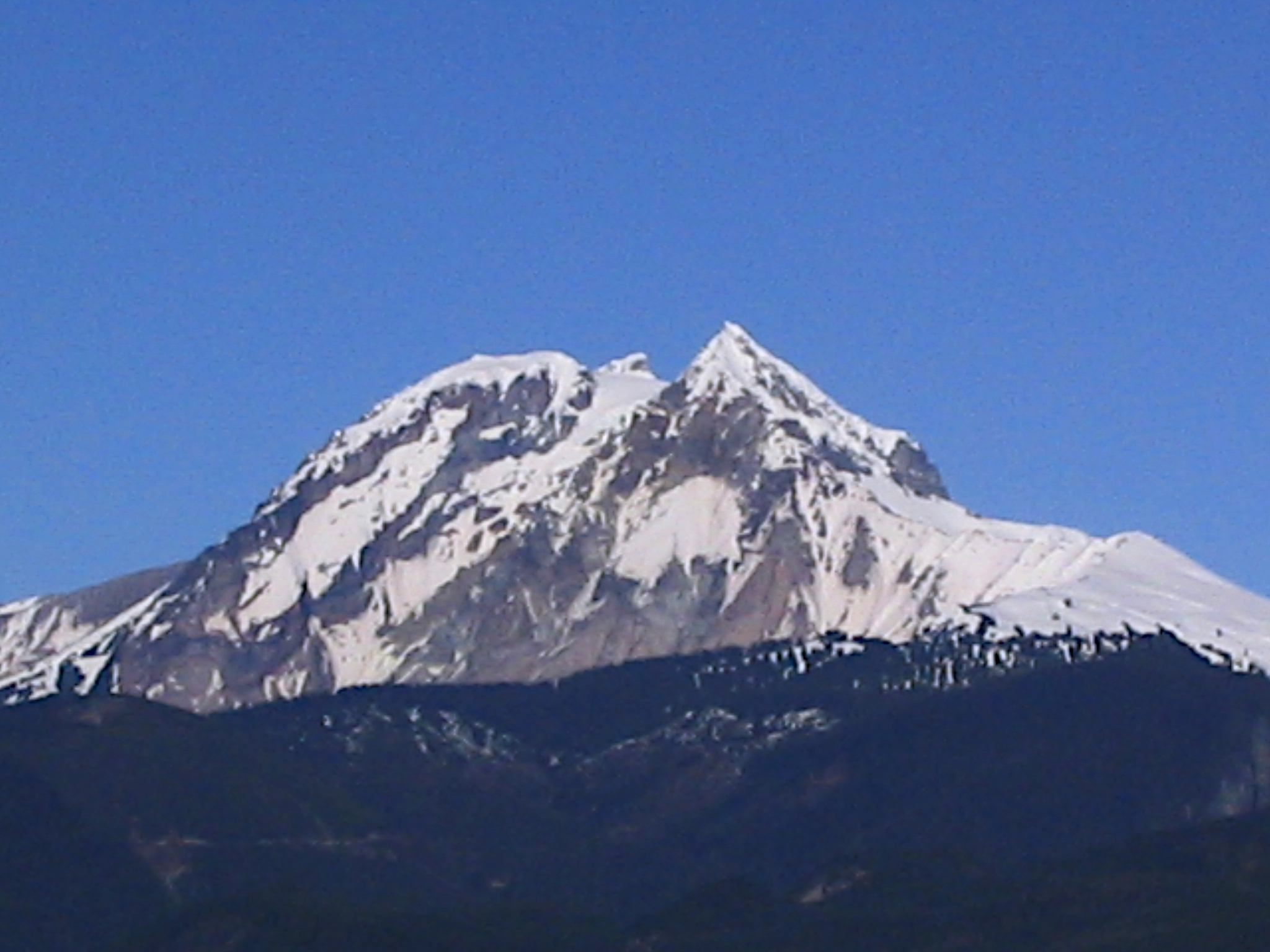
Гора Гарібальді у Британській Колумбії, Канада
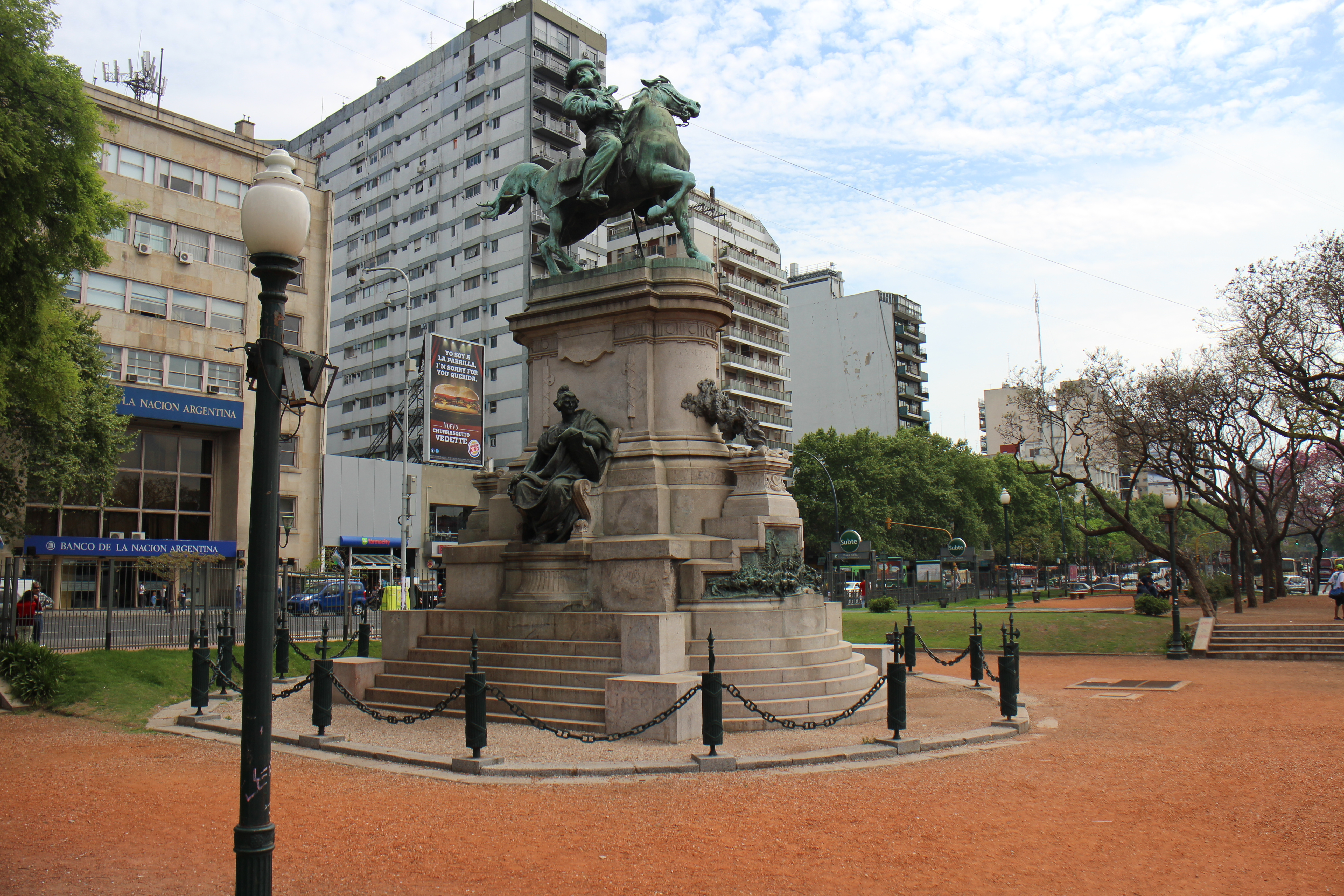
Пам'ятник Гарібальді на Площі Італії у місті Буенос-Айрес (Аргентина)
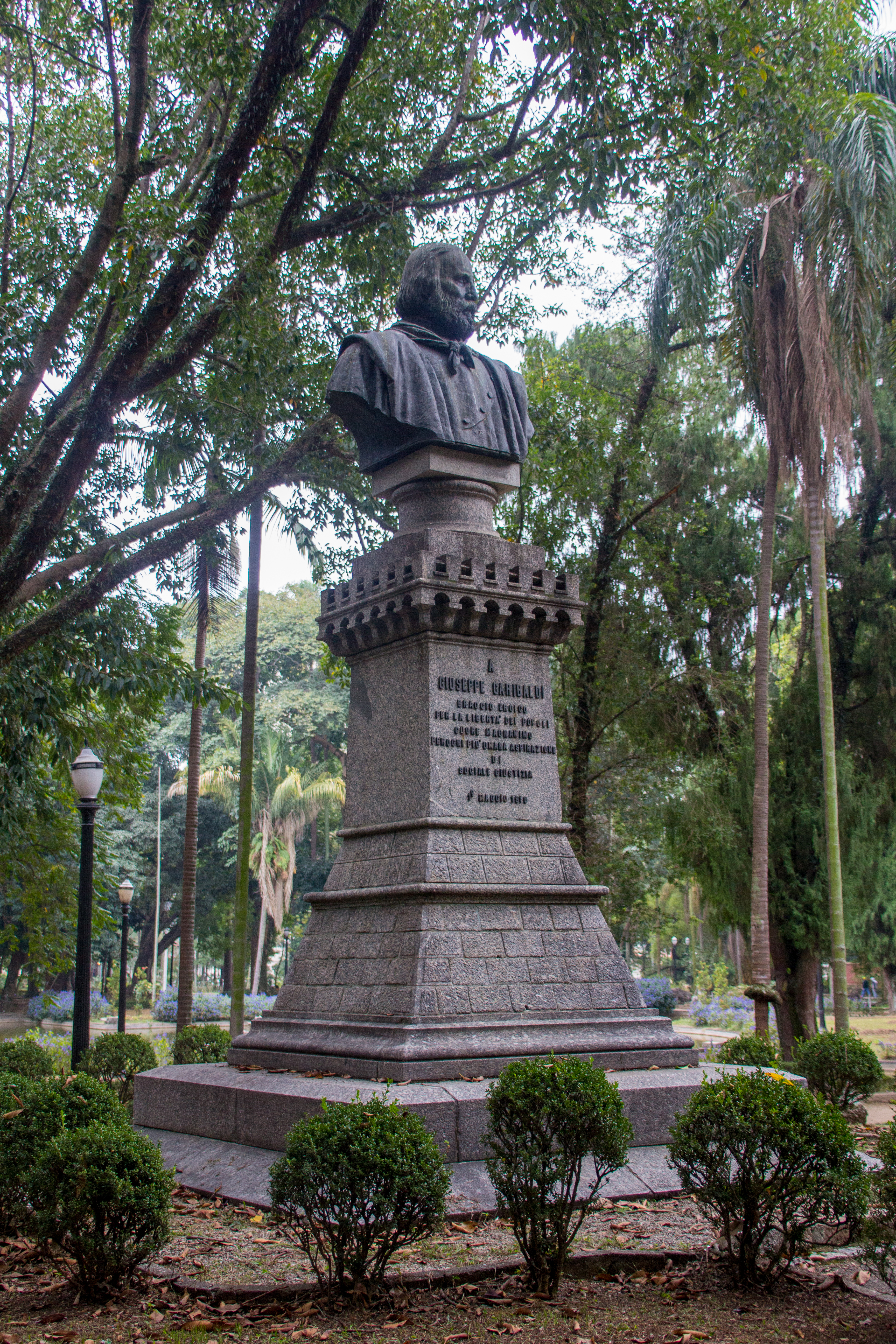
Пам'ятник Джузеппе Гарібальді у місті Сан-Паулу (Бразилія)
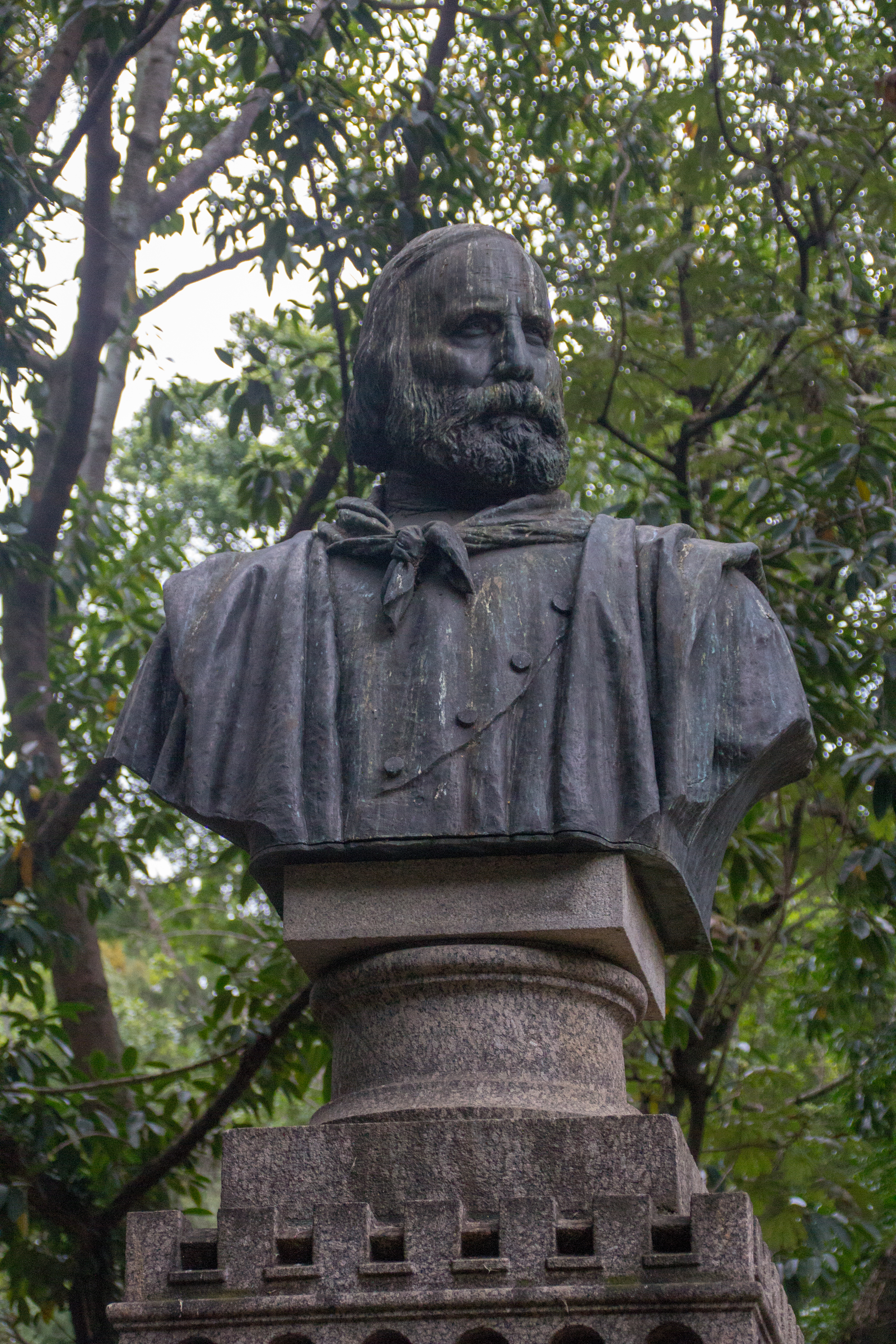
Пам'ятник Джузеппе Гарібальді у місті Сан-Паулу (Бразилія)
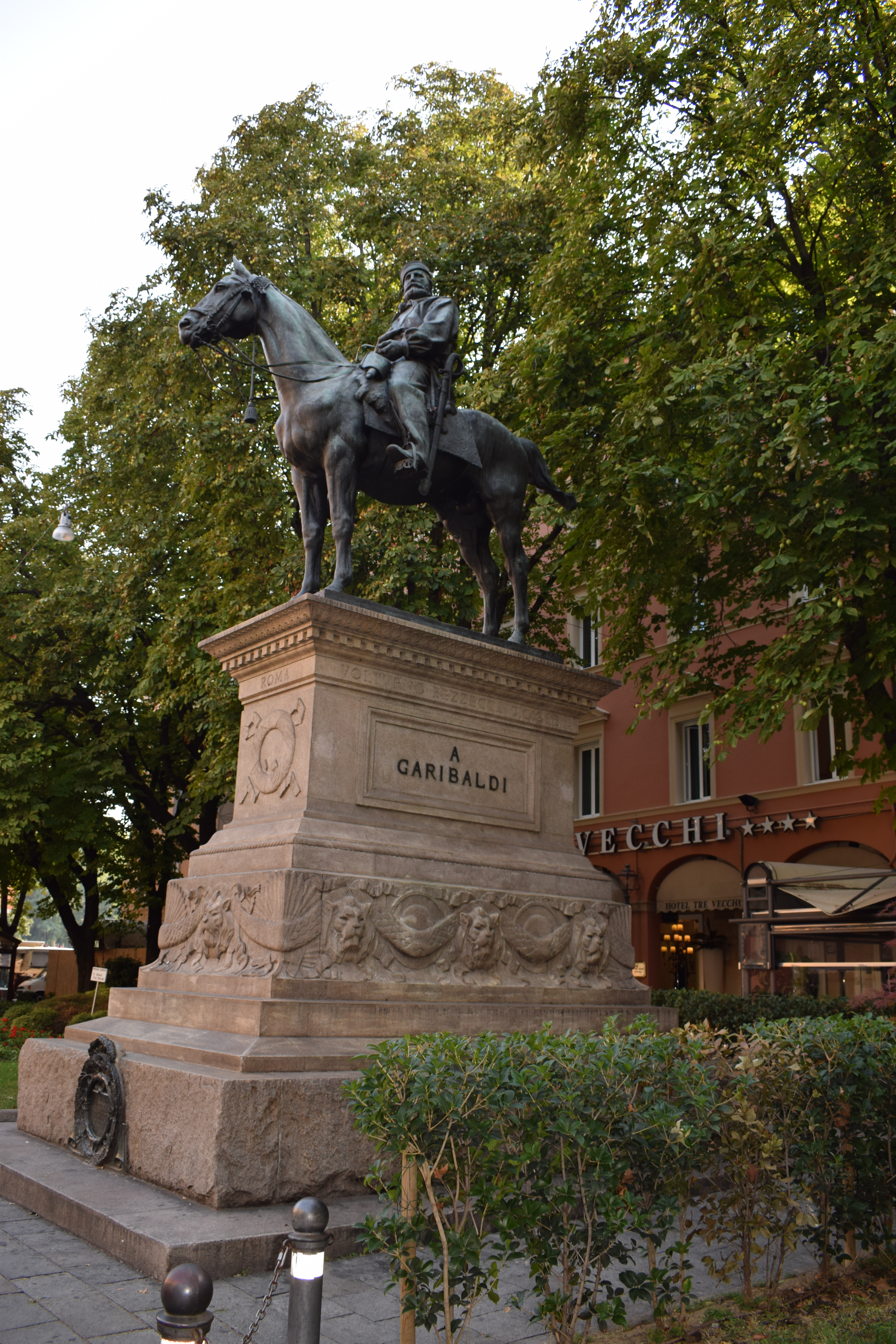
Пам'ятник Джузеппе Гарібальді у місті Болонья
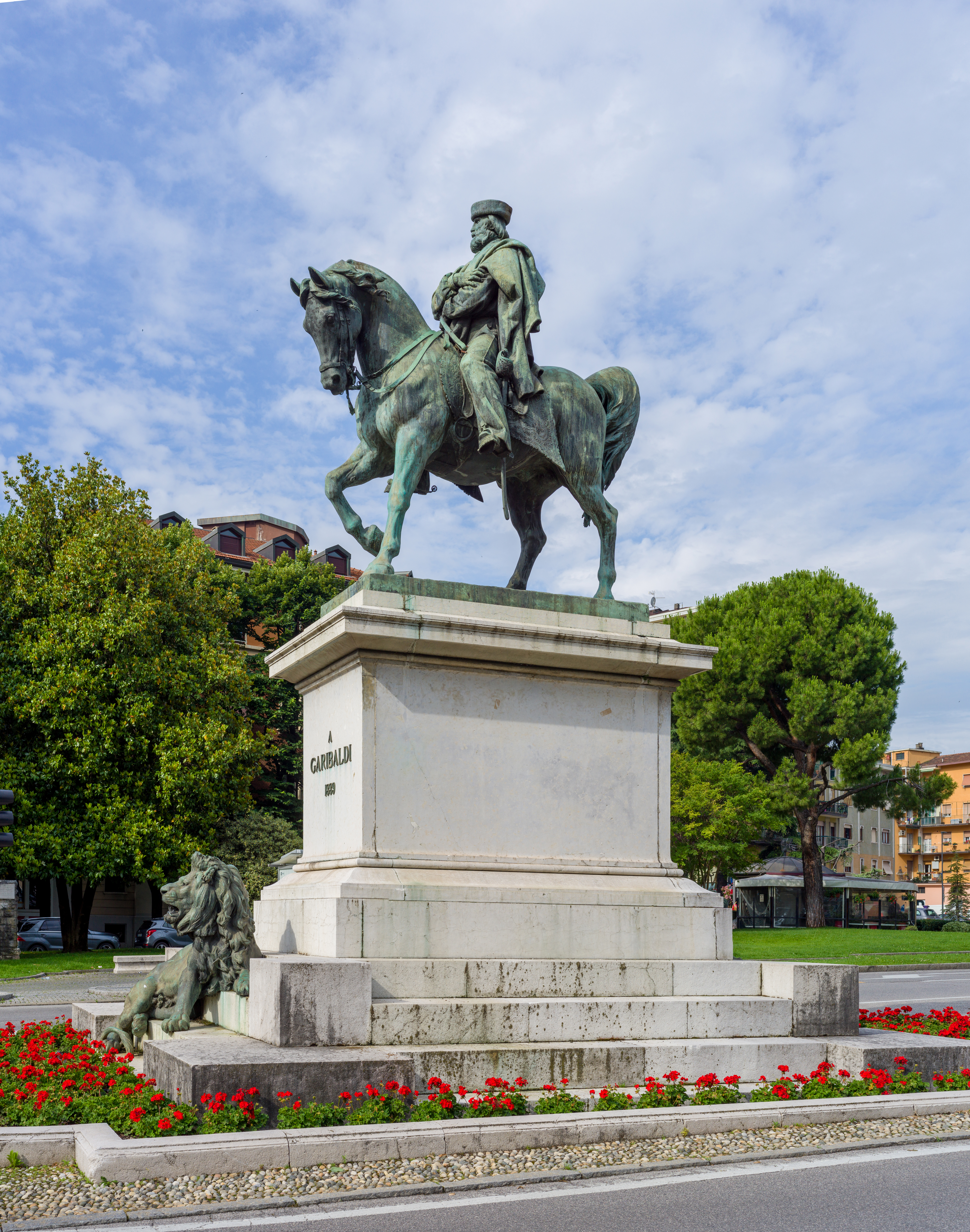
Пам'ятник Джузеппе Гарібальді у місті Брешія
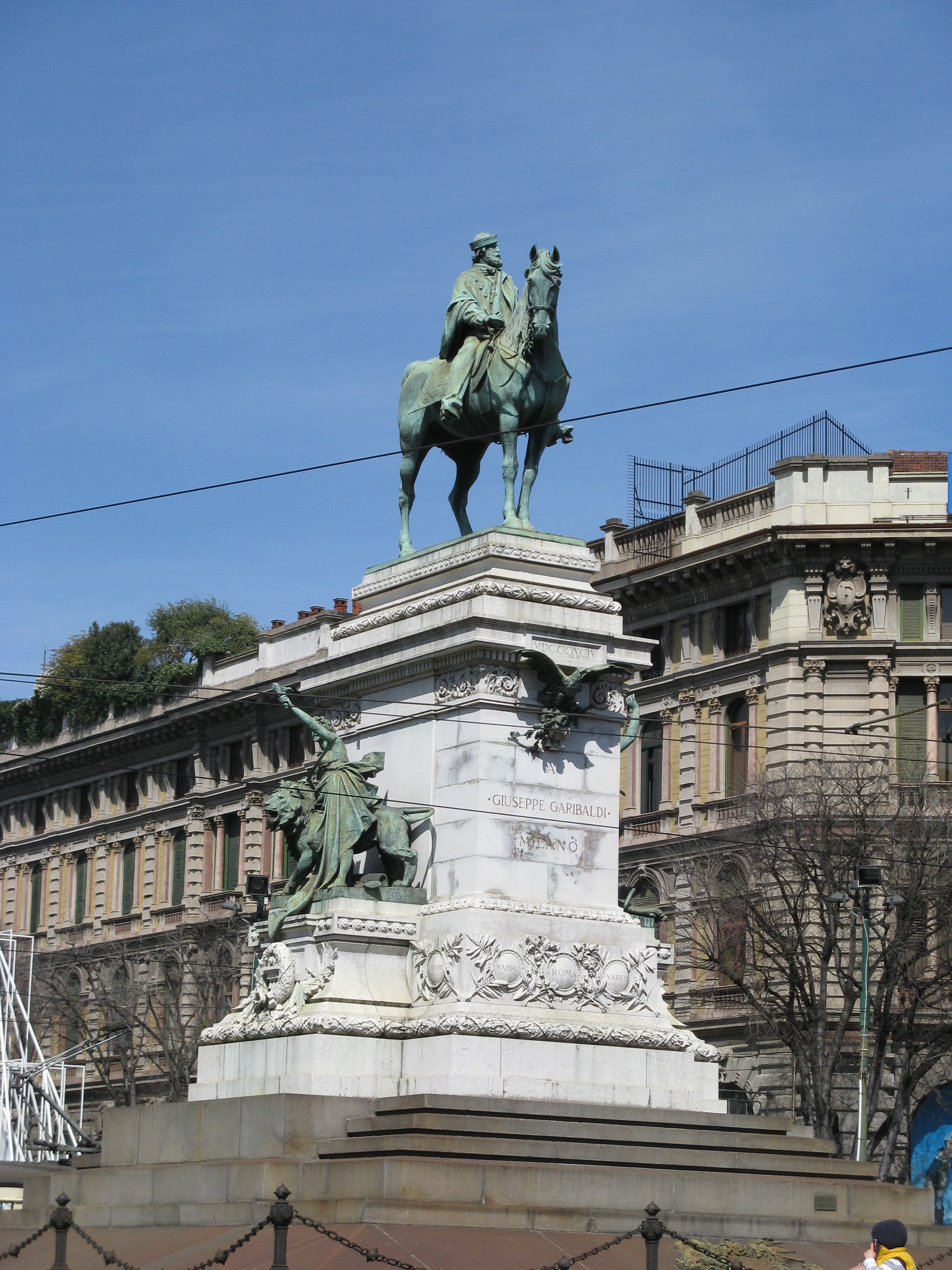
Пам'ятник Джузеппе Гарібальді у місті Мілан
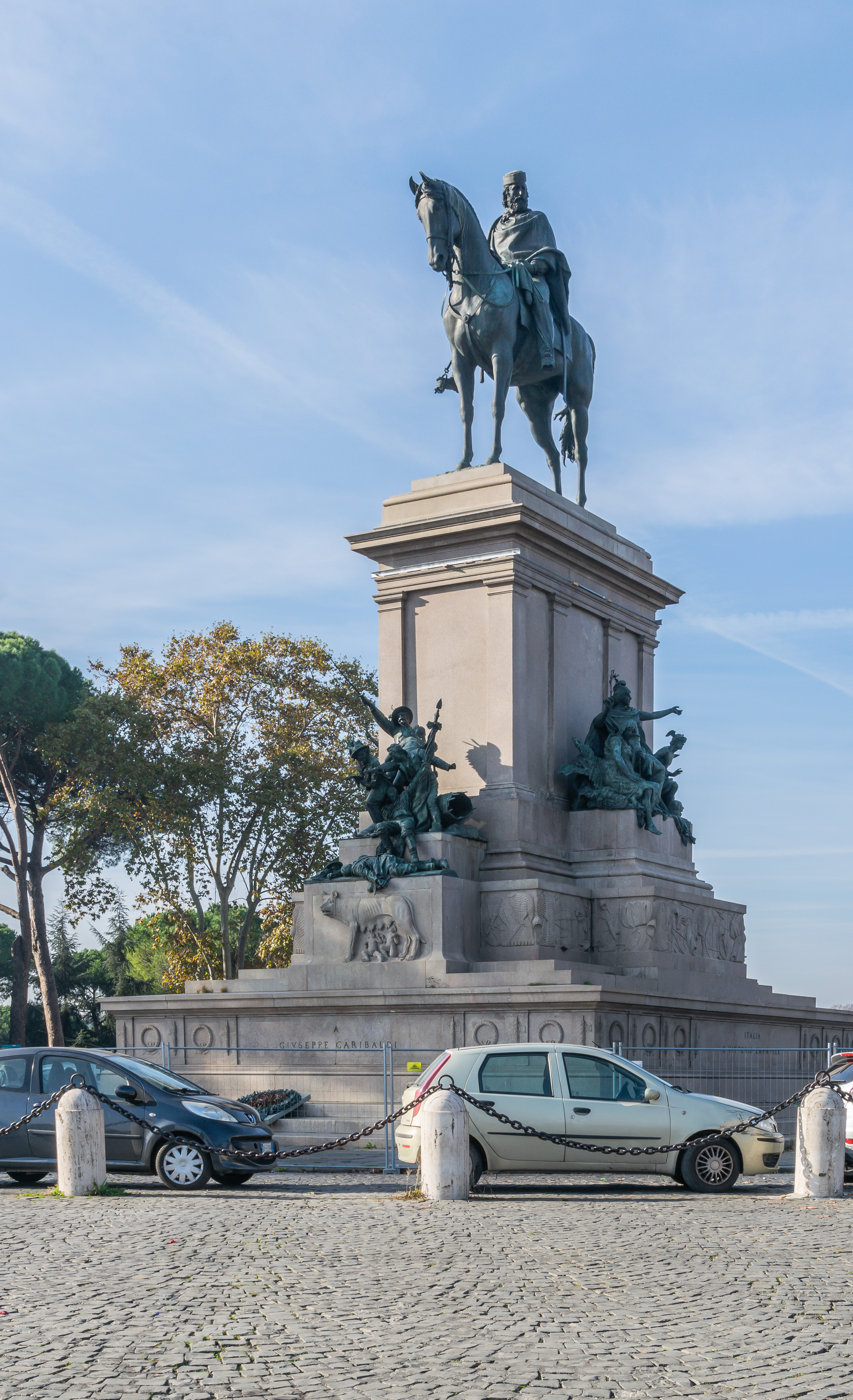
Пам'ятник Джузеппе Гарібальді у місті Рим
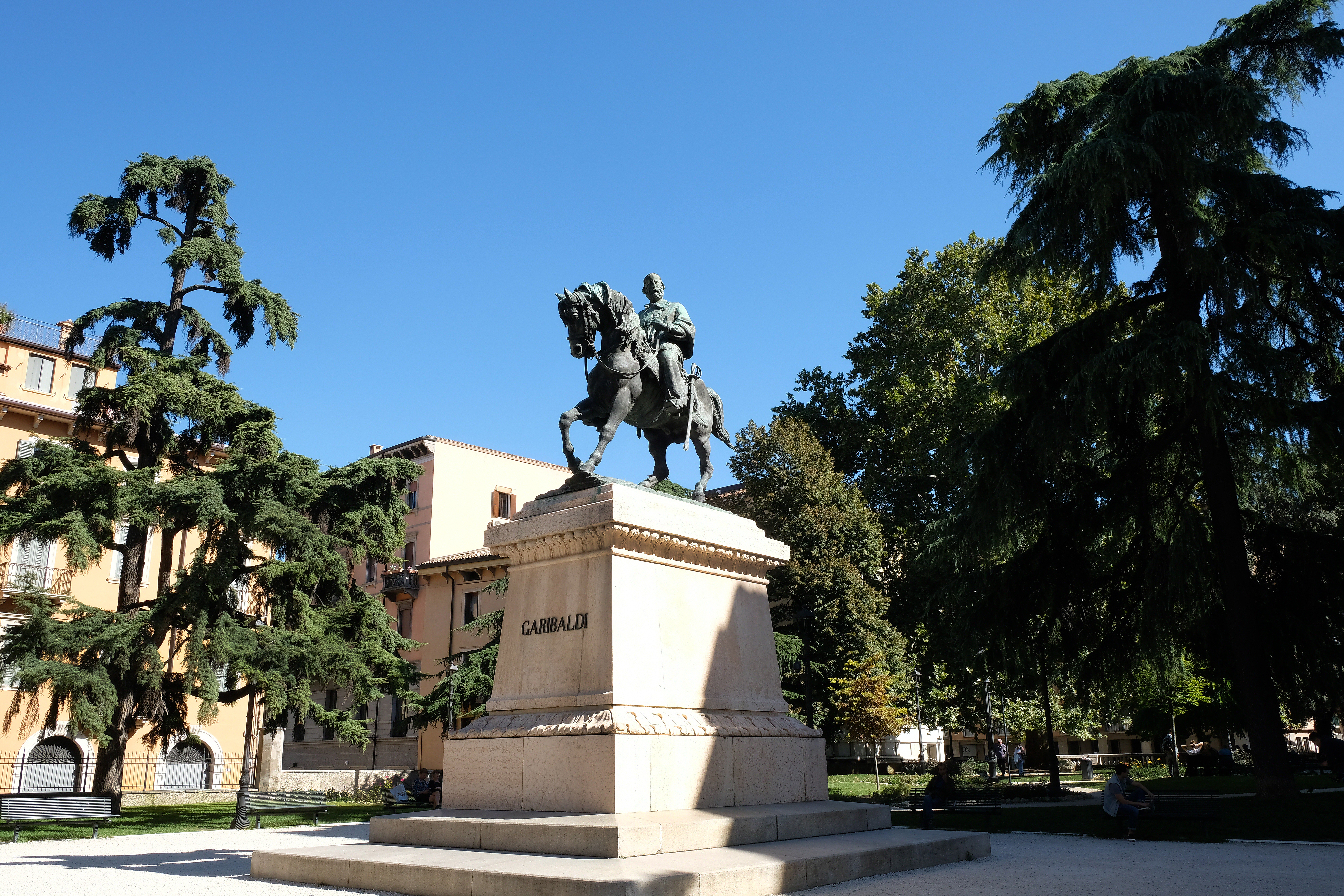
Пам'ятник Джузеппе Гарібальді у місті Верона
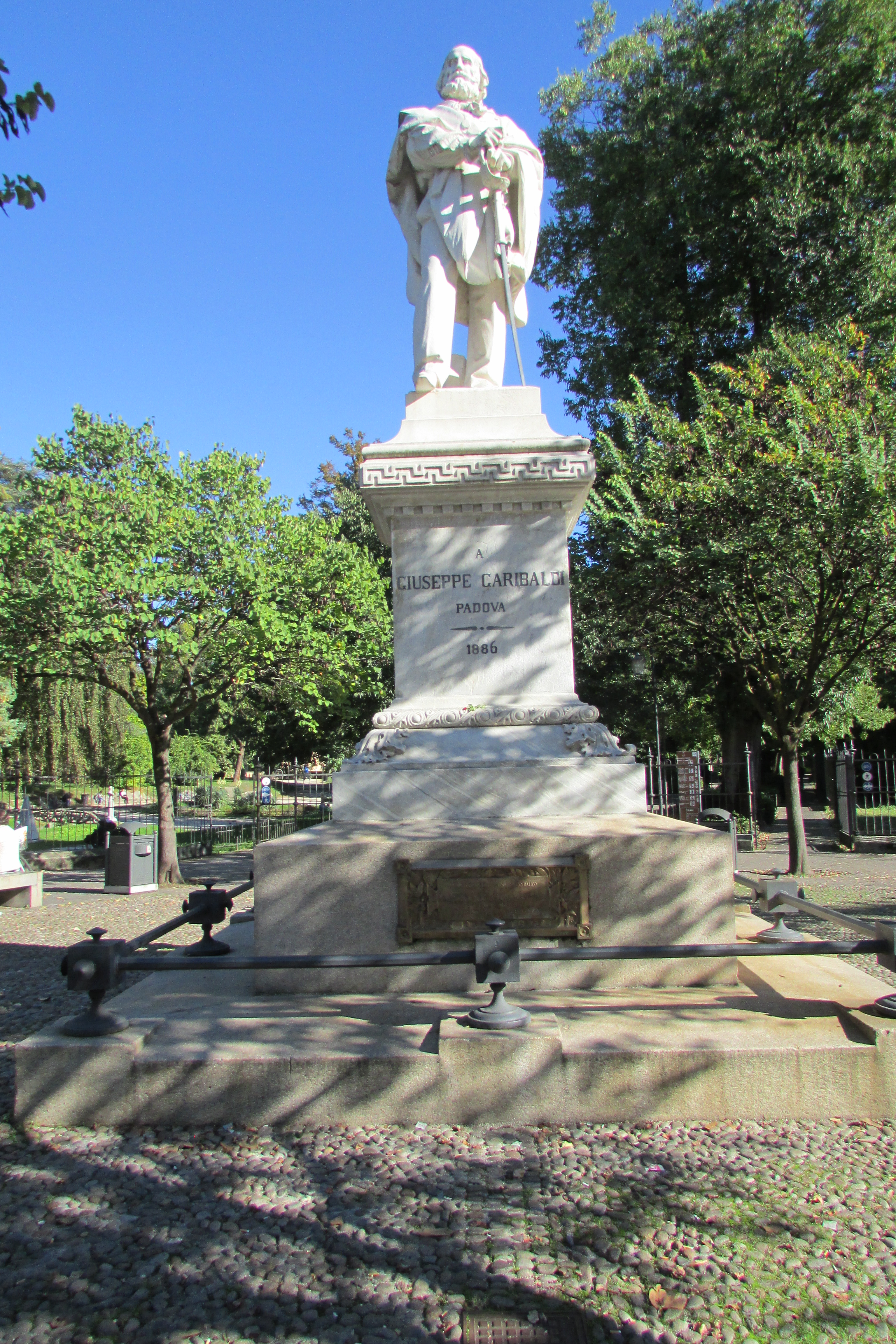
Пам'ятник Джузеппе Гарібальді у місті Падуя

## Вшанування пам'яті
До дня народження Джузеппе Гарібальді в Італії щорічно влаштовуються масштабні святкування. З особливим розмахом День Гарібальді святкується в Римі.
У містах Дніпро, Лисичанськ, Харків є вулиця Джузеппе Гарібальді.